# Rijksmuseum Amsterdam
Rijksmuseum Amsterdam, zkráceně Rijksmuseum, je největší a nejvýznamnější muzeum Nizozemska. Nachází se na náměstí Museumplein v jižní části Amsterdamu a ve více než 200 sálech nabízí přehled nizozemského umění a historie. Sbírka mimo jiné obsahuje díla holandských mistrů 17. století jako Rembrandt, Vermeer a Hals. Rijksmuseum je ve vlastnictví státu a spadá pod vedení veřejné správy.

## Sbírka

### Malířství
Sbírka maleb nabízí přehled nizozemského malířství od 15. století přibližně do roku 1900. Důraz je kladen především na holandské mistry 17. století. Muzeum vlastní také malou sbírku vlámských a italských mistrů.

### Sochařství a užité umění
Sbírka sochařství a užitého umění se skládá ze soch, nábytku a dřevěných obkladů, zlatnictví, keramiky, skla, textilu, kovových předmětů a mnoha dalších. I tato sbírka má mezinárodní charakter, zaměřuje se však na nizozemské umění.

### Asijské umění
Sbírka asijského umění nabízí přehled vývoje především čínského, japonského, indického a indonéského umění z asijského úhlu pohledu. Do sbírky patří i čínský a japonský exportní porcelán, koloniální nábytek a stříbro.

### Národní grafická sbírka
Národní grafická sbírka spravuje národní sbírku umělecké kresby, grafiky a národní sbírku fotografií.

### Oddělení historie
Historická sbírka obsahuje malby, modely lodí, zbraně, vlajky, zlaté a stříbrné předměty, kostýmy, dokumenty, kuriozity a významné předměty různého charakteru, které se pojí s politickou a válečnou historií Nizozemska. Předměty pochází ze sbírek místodržitelů, admiralit, komor nizozemské Východoindické a Západoindické společnosti a ze soukromých sbírek. Důraz je kladen na sbírku 17. a 18. století.

### Síň slávy
Muzeum má několik mistrovských děl, která jsou prezentována ve velké síni slávy, jenž tvoří značnou část muzea. Na konci tohoto sálu se nachází nejznámější dílo celé sbírky, Noční hlídka holandského malíře Rembrandta.

## Nejvýznamnější exponáty

Rembrandt Noční hlídka, 1642
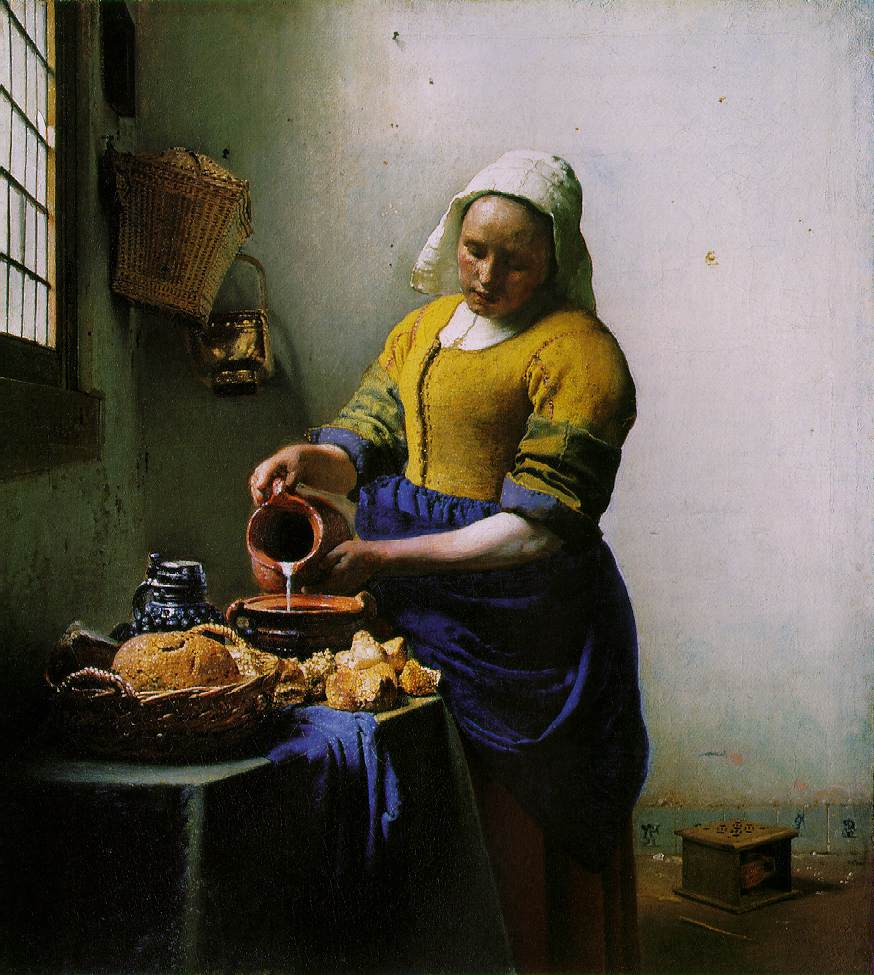
Johannes Vermeer Mlékařka, 1658
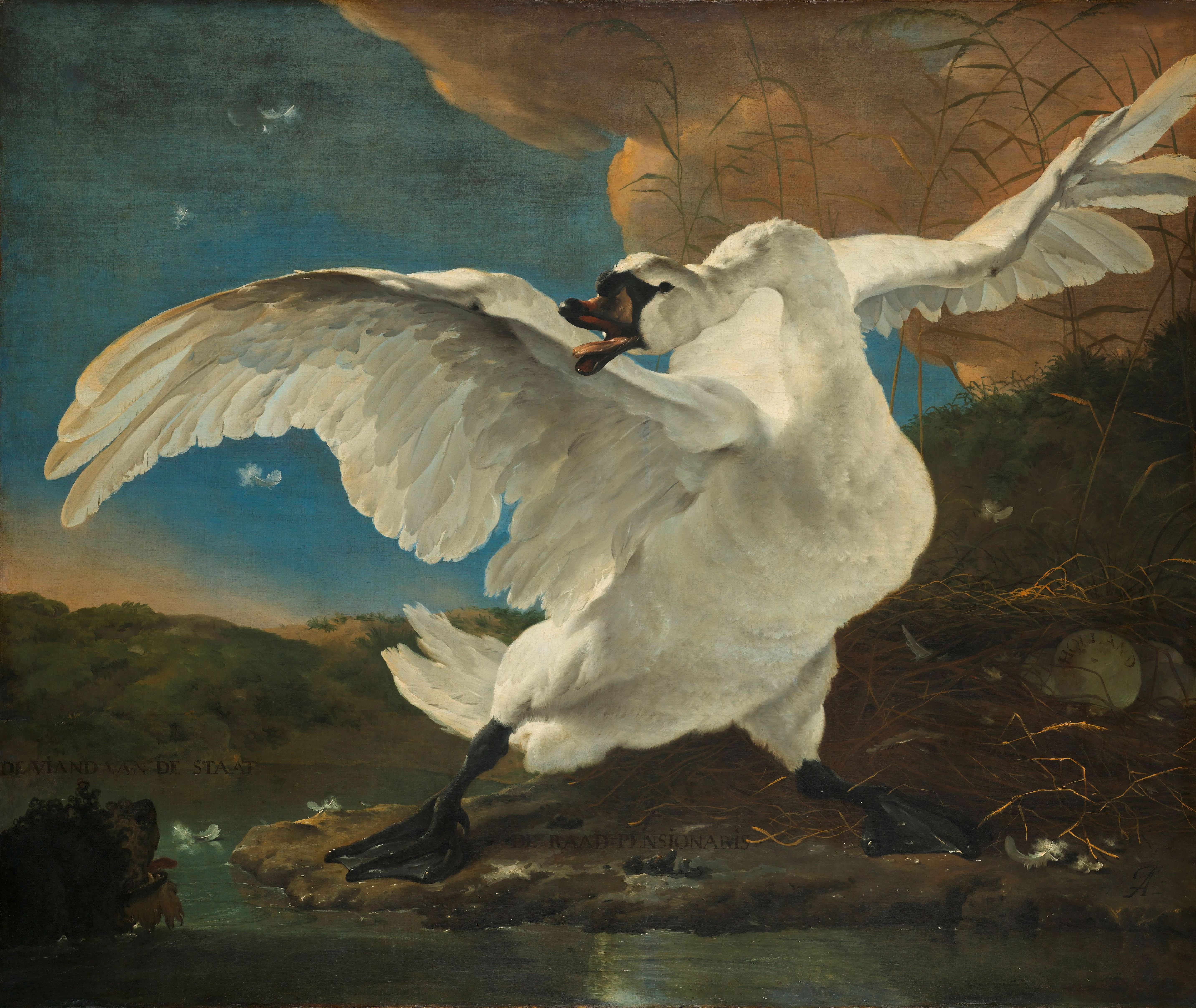
Jan Asselijn Ohrožená labuť, ca. 1650
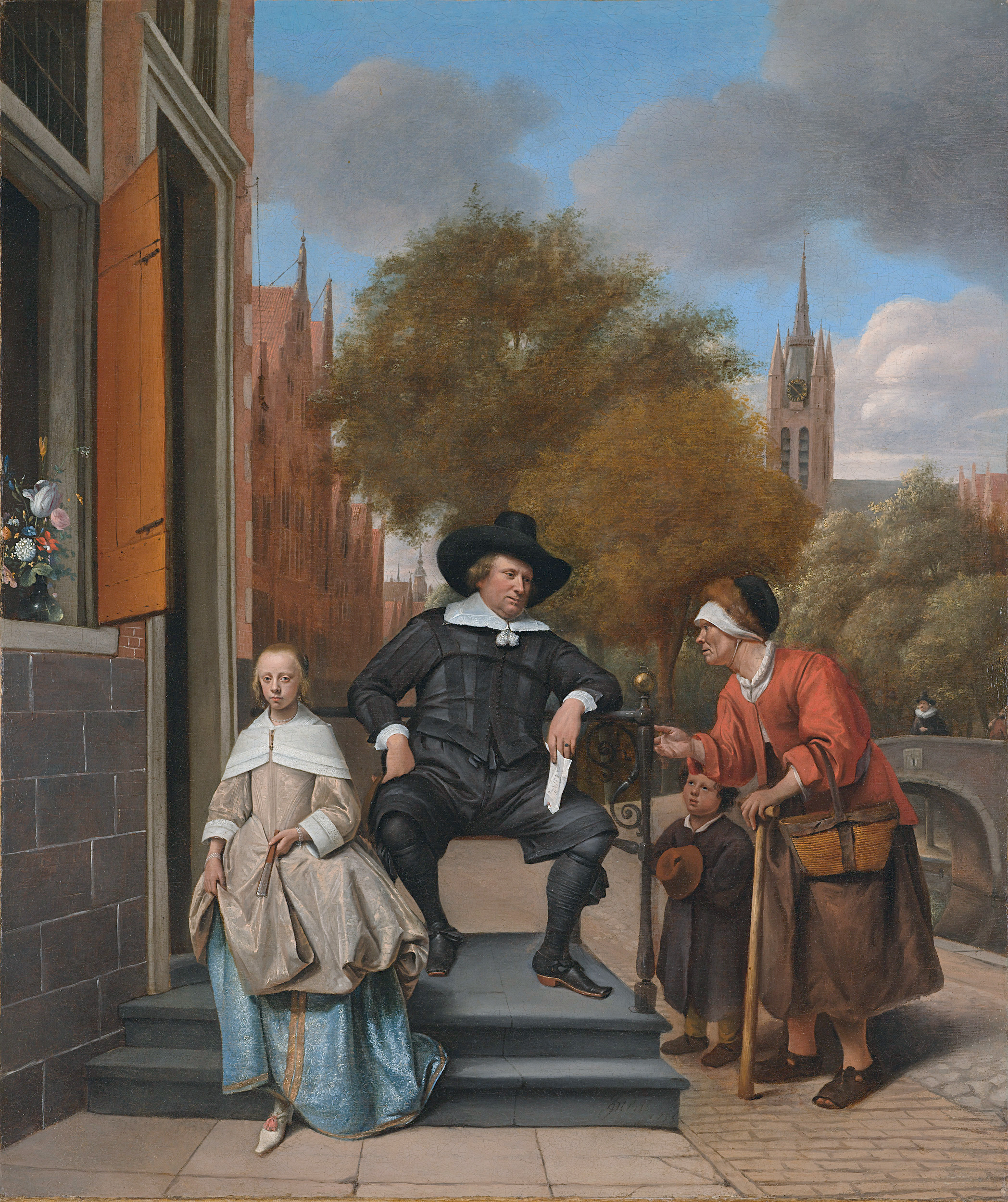
Jan Steen Starosta Delftu s dcerou, 1655
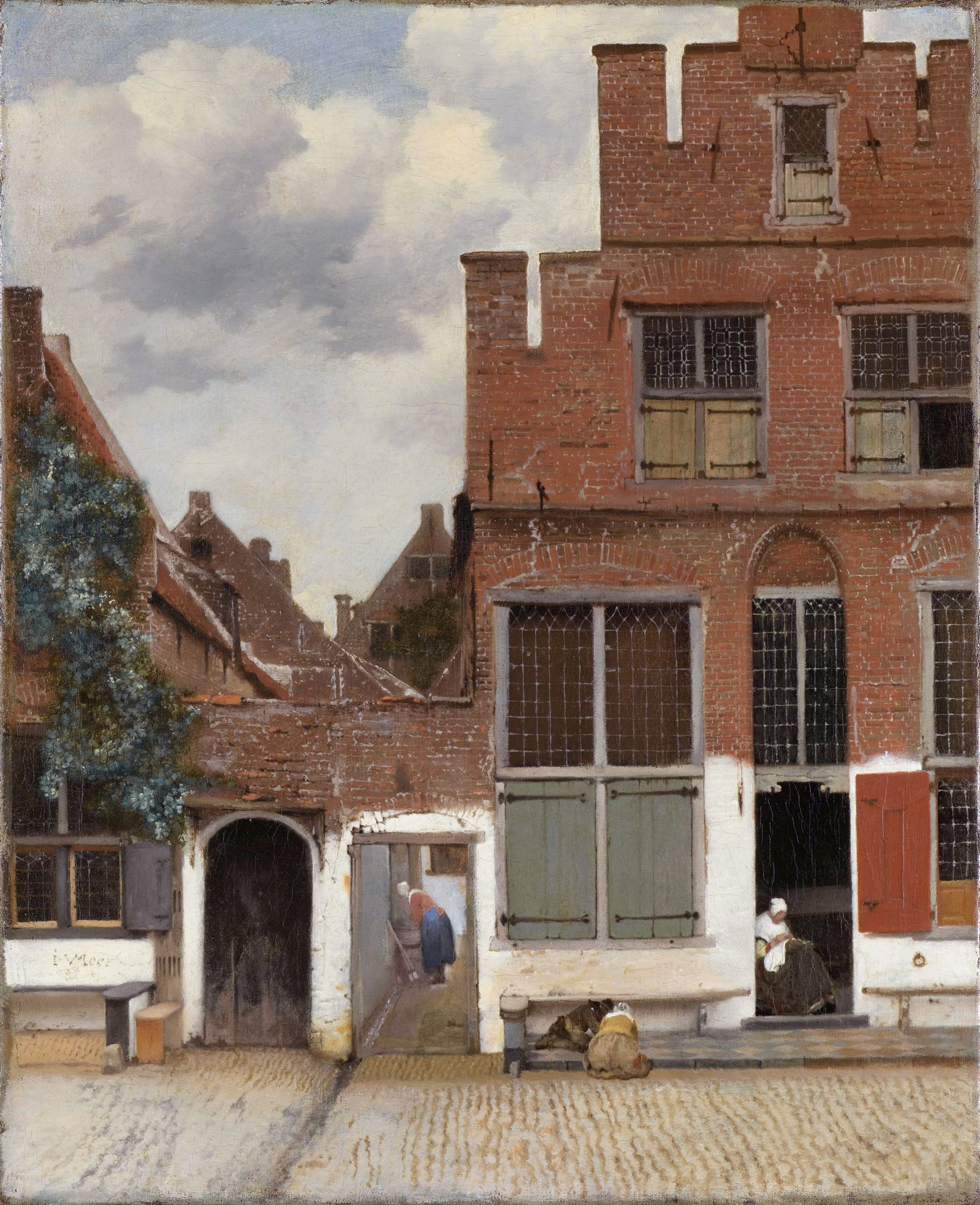
Johannes Vermeer Ulička, ca. 1658

## Historie
Základ sbírky Rijksmusea tvoří sbírka umění, kterou nashromáždila dynastie místodržitele v průběhu staletí. Poté, co poslední místodržitel v roce 1795 uprchl ze země, byla zbývající umělecká sbírka zabavena Batávskou republikou. Její velká část byla Francouzi poslána do Paříže. 19. listopadu 1798 bylo z iniciativy tehdejšího ministra financí Alexandera Gogela rozhodnuto zbývající sbírku sestávající z italského umění, portrétů Oranžských a národních rarit, zařadit do národního muzea podle francouzského vzoru. Toto muzeum pod názvem Národní umělecká galerie se poprvé otevřelo roku 1800 v paláci Huis ten Bosch v Haagu. Jeho první ředitel, amsterdamský obchodník s uměním Cornelis Sebille Roos (1754 – 1820), byl zodpovědný za první nákupy uměleckých děl, včetně obrazu Ohrožená labuť Jana Asselijna. Když v roce 1806 na trůn usedl Ludvík Bonaparte jako král holandský, bylo muzeum přejmenováno na Královské muzeum.
V roce 1808 bylo na pokyn Ludvíka Bonaparta muzeum přestěhováno do Amsterdamu a společně se sbírkou města Amsterdamu, včetně Noční hlídky, o rok později přemístěno do Královského paláce na Damu. Nový ředitel Cornelis Apostool byl pověřen sestavením katalogu objektů. Roku 1817 byla sbírka Říšského muzea, jak bylo po korunovaci Viléma I. nazýváno, přemístěna do budovy Trippenhuis ze 17. století. Po pádu Napoleona v roce 1815 byla z Paříže navrácena významná část uměleckých děl. Byla sem přemístěna také sbírka grafik z Haagu, zatímco kolekce historických předmětů byla přestěhována do Sbírky rarit, která byla zřízena v roce 1820 v Haagu. Pod vedením nového ředitele muzea Cornelia Apostoola (1808 – 1844) bylo uskutečněno minimum významných nákupů uměleckých děl.
V průběhu let byla sbírka muzea rozšiřována také díky odkazu významných osobností a veřejné sbírce. Značným přínosem pro muzeum bylo odkázání sbírky 224 obrazů amsterdamského bankéře Adriaana van der Hoopa, kterou v roce 1854 přenechal městu Amsterdam. Přestože nikdo ve význam 224 obrazů, které měly do města přilákat nové návštěvníky, nevěřil, museli majetní občané sbírku podpořit, jinak by obrazy zmizely v zahraničí. V roce 1885 byla dokončena stavba současné budovy muzea podle návrhu architekta P. J. H. Cuyperse. Tato budova mimo sbírky Rijksmusea nabízela místo i pro díla žijících mistrů, která se od roku 1838 nacházela v Muzeu žijících mistrů v Haarlemu, a sbírky Nizozemského muzea dějin a umění v Haagu, která vytvořila základ sbírky Nizozemské dějiny.
V předvečer druhé světové války byla část sbírky umístěna do bezpečí a její místo nahradily expozice současného umění. Velká část muzejní sbírky byla v dubnu 1942 ukryta ve speciálním trezoru vybudovaném za tímto účelem v podzemních chodbách vršku Sint Pietersberg u města Maastricht. Tímto se uvolnilo místo ve východním křídle muzea k výstavě sbírky Nizozemského železničního muzea. Ve válečném období uspořádalo Rijksmuseum několik proněmeckých výstav jako Současné umění Vestfálska a Dolního Porýní (srpen 1941), Ženské práce v Německu, Německé ženy pracují pro svůj národ (říjen 1941), Německá kniha dneška (únor 1942) a Umění fronty (leden 1943).

## Budova muzea
V roce 1885 se muzeum přestěhovalo do současné budovy v centru města. Muzeum bylo otevřeno v pondělí 13. července tehdejším ministrem vnitra Janem Heemskerkem. Muzeum se nachází v budově, kterou speciálně pro tento účel navrhl nizozemský architekt P. J. H. Cuypers. Cuypers kombinoval gotické a renesanční prvky ve stylu neogotiky. Budova má bohaté zdobení odkazující na národní (středověkou) historii. Stavba měla pomoci k dosažení jednotného architektonického stylu, o který se v 19. století usilovalo. Cuypers chtěl vytvořit národní stylistický výraz, styl, který by symbolizoval Nizozemsko.
Na tvorbu ornamentů a dekorací byla vypsána soutěž. Vítězi ve tvorbě obrazů se stali Bart van Hove a J.F. Vermeylen, nástěnné malby vytvořil Georg Sturm a autorem vitrážových oken je W. F. Dixon.

### Zahrada a přilehlé budovy
Kolem muzea se nachází zahrada navržená Cuypersem vybudovaná v letech 1884 až 1916, kterou uzavírá kovaný železný plot. V jihozápadní části zahrady se nachází fragmenty monumentů z různých oblastí Nizozemska. Nachází se zde i Fragmentengebouw, kde jsou fragmenty rovněž zakomponované. Vzorem takovéto muzejní zahrady se sochami a fragmenty monumentů byly mimo jiné Muzeum Cluny v Paříži a Germánské národní muzeum v Norimberku.
Ke komplexu muzea patří také bývalá ředitelská vila (1883) a umělecká škola (1891), rovněž navržené Cuypersem. Ředitelská vila byla do roku 1945 užívána jako služební bydliště ředitele, poté začala být využívána jako budova správy muzea. Pro lepší spojení mezi centrem a jižní částí města, která v té době byla ještě ve výstavbě, byl uprostřed budovy postaven průchod Museumstraat, původně otevřený pro veškerou dopravu a od roku 1931 pouze pro cyklisty. Mnoho ředitelů muzea poté usilovalo o uzavření tohoto průchodu, který se podle nich měl stát součástí muzea. Zpočátku byl z průchodu výhled na dva dvory, které byly v padesátých letech zastavěny a využity jako další výstavní prostor. Během velké renovace mezi lety 2003 až 2013 se velmi diskutovalo o tom, zda by průchod měl být znovuotevřen i pro cyklisty či nikoliv. 13. května 2013 byl průchod nakonec otevřen i pro cyklisty.

## Obnovené Rijksmuseum
V průběhu let bylo muzeum několikrát přestavováno, čímž interiér ztratil velkou část svého původního charakteru. Částečně z důvodu stále se zvyšující návštěvnosti nebylo muzeum schopné splňovat požadavky předního mezinárodního muzea. V roce 2003 proto začala velká přestavba, kterou nikdy předtím žádné národní muzeum neuskutečnilo. Během rekonstrukce bylo navráceno mnoho původních prvků, díky kterým budova opět získala svou původní slávu.
Přestavba jižního křídla muzea byla dokončena v roce 1996. Původní přístavba Drucker-uitbouw, navržená Josephem Cuypersem byla podle sponzora přejmenována na Philipsvleugel. Toto křídlo muzea bylo poté využíváno jako dočasný muzejní prostor během velké přestavby hlavní budovy (2003 – 2013). V roce 2013 byl ve dvoře muzea otevřen Asijský pavilon, navržený Cruzem y Ortizem. Od roku 2013 bylo křídlo Philipsvleugel zrekonstruováno na prostor pro krátkodobé výstavy a kavárnu s restaurací. 1. listopadu 2014 bylo toto křídlo otevřeno veřejnosti.
29. dubna 2003 bylo Rijksmuseum po usnesení inspekce práce na několik dnů uzavřeno pro veřejnost z důvodu zvýšeného množství azbestu ve vzduchu. Začátkem prosince 2003 byla kvůli přestavbě uzavřena velká část muzea, která měla trvat několik let, ale pro různá zpoždění trvala skoro deset let. Po devíti letech uzavření muzea byla hlavní budova 13. dubna 2013 znovu otevřena. Během té doby bylo pro veřejnost otevřeno Philipsvleugel.
Náklady celkové přestavby, renovace a modernizace Rijksmusea činily 375 milionů eur. Rijksmuseum přispělo částkou 45 milionů eur a dále bylo podpořeno sponzory Philips, ING a BankGiro Loterij. Noční hlídka byla během této doby k vidění v Philipsvleugel spolu s nejvýznamnějšími díly 17. století. Mezi lety 2003 až 2013 dosáhlo Philipsvleugel 8,5 milionu návštěvníků.
16. května 2015 získalo muzeum ocenění Evropské muzeum roku, cenu pro muzea, která byla v posledních dvou letech otevřena, zmodernizována nebo rozšířena. Porota ocenila nové členění Rijksmusea, zrestaurování nástěnných maleb, Asijský pavilon a vícejazyčné informace pro návštěvníky. Kromě titulu sestává cena také z ročního zapůjčení sochy Henryho Moorea The Egg.

## Znovuotevření
Od 18. března 2003 do 12. dubna 2013 bylo muzeum zcela uzavřeno pro veřejnost. Během přestavby byla nejvýznamnější díla 17. století od prosince 2003 do 17. března 2013 vystavena pro veřejnost v křídle Philipsvleugel. Zde se konaly také menší výstavy. Oficiální znovuotevření královnou Beatrix se konalo 13. dubna 2013 a od tohoto dne bylo Rijksmuseum otevřeno veřejnosti. Od znovuotevření se výrazně zvýšil počet návštěvníků: v roce 2013 to bylo 2 200 000 návštěvníků, přibližně 7 až 10 tisíc denně. Dvanáct měsíců po znovuotevření přišlo 2,7 milionu návštěvníků, z nich asi dvě třetiny z Nizozemska. Z přibližně jednoho milionu zahraničních návštěvníků byla většina Američanů a dále Němci. Tento počet je přibližně o 30% vyšší než před znovuotevřením.

## Pobočka
Rijksmuseum mělo pobočku v terminálu letiště Schiphol za pasovou kontrolou. Byla otevřena 9. prosince 2002 princem Vilémem-Alexandrem a byla zcela sponzorována ING. Byla zde umístěna stálá výstava děl zlatého věku a ročně zde byly organizovány tři krátkodobé expozice. Letiště Schiphol bylo prvním letištěm na světě s takovým muzeem. V roce 2009 ho navštívilo na 100 000 návštěvníků. V říjnu 2014 byla pobočka muzea uzavřena z důvodu přestavby. 